# Eparchia di Lipeck

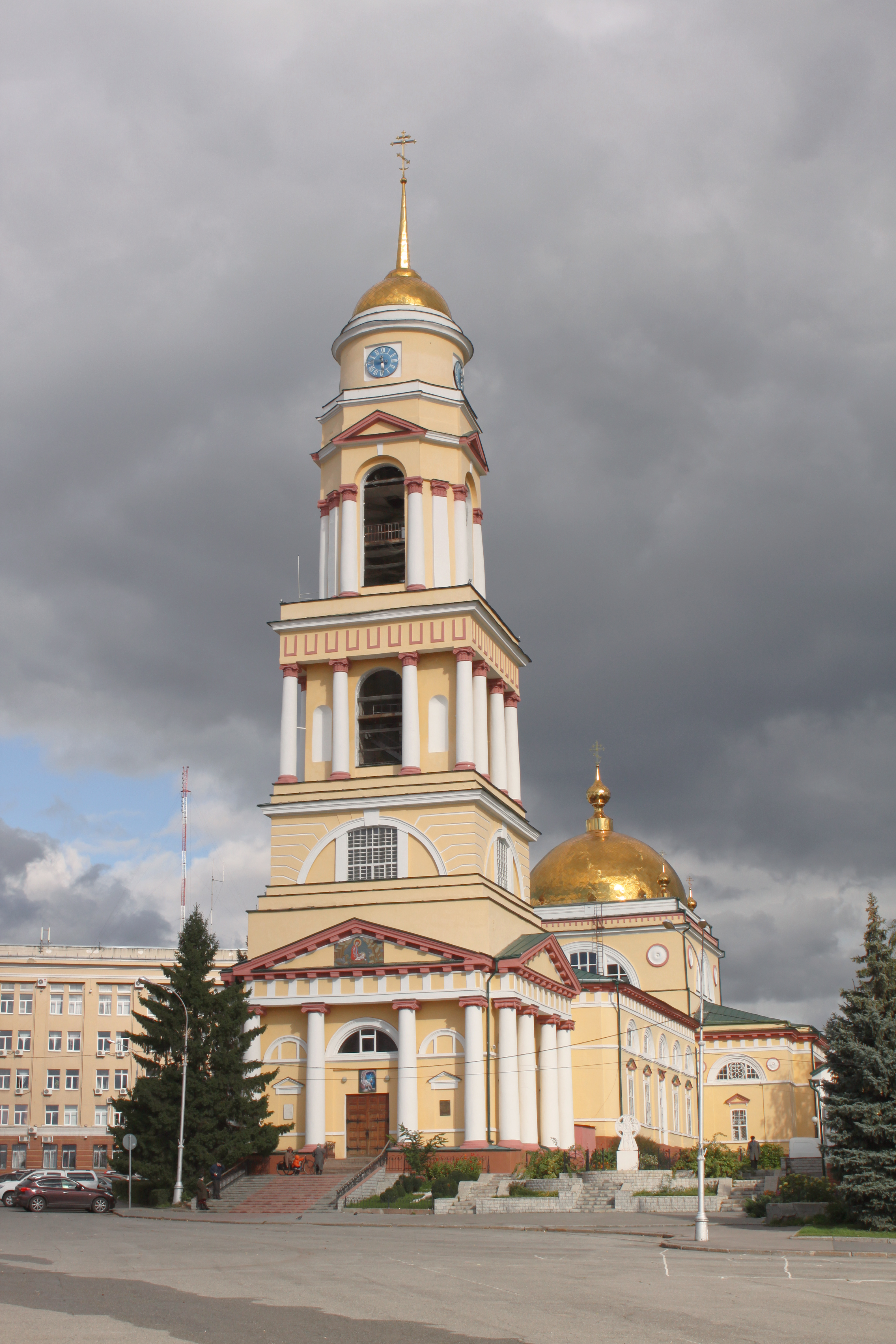
La cattedrale della Natività di Cristo di Lipeck.

L'eparchia di Lipeck (in russo Липецкая епархия?) è una diocesi della Chiesa ortodossa russa, appartenente alla metropolia di Lipeck.

## Territorio
L'eparchia comprende la parte sud-orientale della oblast' di Lipeck nel circondario federale centrale.
Sede eparchiale è la città di Lipeck, dove si trova la cattedrale della Natività di Cristo.
L'eparca ha il titolo ufficiale di «metropolita di Lipeck e di Zadonsk».

## Storia
L'eparchia è stata eretta nel 1926. Nel 1937 l'eparca Alexander Toropov fu giustiziato dalle autorità sovietiche e di fatto l'eparchia fu soppressa ed unita a quella di Voronež.
L'eparchia fu restaurata con decisione del Santo Sinodo della Chiesa ortodossa russa il 7 maggio 2003.
Il 29 maggio 2013 cedette una porzione del proprio territorio a vantaggio dell'erezione dell'eparchia di Elec.